# Adiaké (departement)
Adiaké är ett departement i Elfenbenskusten. Det ligger i regionen Sud-Comoé, i den sydöstra delen av landet, 300 km sydost om huvudstaden Yamoussoukro.